# Крістін Буассон
Крістін Буассон (фр. Christine Boisson; 8 квітня 1956, Салон-де-Прованс, Буш-дю-Рон — 21 жовтня 2024, Париж) — французька акторка театру, кіно та телебачення.

## Життєпис
Народилась 8 квітня 1956 року у місті Салон-де-Прованс, департамент Буш-дю-Рон, в родині льотчиа-інструктора Гі Буассона і Колетт Равенштейн (1934—2020). Її дитинство пройшло у Марокко. Навчалася в ліцеї Поля Валері у Парижі, по закінченні якого почала працювати моделлю. У 1974—1977 роках вивчала акторську майстерність в паризькій Вищій національній консерваторії драматичного мистецтва. 1974 року виконала роль Марі-Анж в еротичній драмі Жуста Жакена «Еммануель», й з того часу успішно чередувала зйомки в кіно та на телебаченні з роботою у театрі.
В кіно співпрацювала з такими режисерами як Мікеланджело Антоніоні («Ідентифікація жінки»), Ален Роб-Гріє («Ніч, вулиця»), Філіпп Гаррель («Свобода, ніч»), Ів Буассе («Вороняче радіо»), Клод Лелюш («Буває день... Буває ніч»), Майвенн («Бал актрис») та Джонатан Деммі («Правда про Чарлі»). 1995 року зіграла Анну Ларсен у телефільмі «Добридень, смуток» за однойменним романом Франсуази Саган.
1984 року першою отримала Приз Ромі Шнайдер (за роль Маню у фільмі «Вулиця варварів»).
Крістін Буассон померла 21 жовтня 2024 року у Парижі в 68-річному віці від гіпервентиляційного синдрому.

## Фільмографія
| Рік       |    | Українська назва                      | Оригінальна назва                                   | Роль                                            |
| --------- | -- | ------------------------------------- | --------------------------------------------------- | ----------------------------------------------- |
| 1973      | ф  | Пригоди рабина Якова                  | Les Aventures de Rabbi Jacob                        | гостя на весіллі                                |
| 1974      | ф  | Еммануель                             | Emmanuelle                                          | Марі-Анж                                        |
| 1974      | ф  | Оскаженілий баранець                  | Le Mouton enragé                                    | оголена дівчина вдома у Флори                   |
| 1974      | кф | Добрі новини                          | La Bonne Nouvelle                                   | Флоранс                                         |
| 1975      | ф  | Томас                                 | Thomas                                              | Софі                                            |
| 1975      | ф  | Гра з вогнем                          | Le Jeu avec le feu                                  | Крістіна                                        |
| 1975      | ф  | Божествена                            | Divine                                              | епізод                                          |
| 1975      | ф  | Поліцейська історія                   | Flic Story                                          | Жоселін                                         |
| 1976      | ф  | Народжений для пекла                  | Né pour l'enfer (Die Hinrichtung)                   | Крістіна                                        |
| 1977      | ф  | Кров Авеля                            | Adom ou Le sang d'Abel                              | жінка Каїна                                     |
| 1980      | ф  | Ніч, вулиця                           | Exterier, nuit                                      | Кора                                            |
| 1981      | ф  | Блюз у голові                         | Du blues dans la tete                               | Керол                                           |
| 1981      | ф  | Самі                                  | Seuls                                               | Кароль                                          |
| 1982      | ф  | Ідентифікація жінки                   | Identifidazione di una donna                        | Іда                                             |
| 1982      | ф  | Крила ночі                            | Die Flügel der Nacht                                | Роза                                            |
| 1983      | ф  | Свобода, ніч                          | Liberte la nuit                                     | Джеміна                                         |
| 1984      | ф  | Вулиця варварів                       | Rue barbare                                         | Маню (Емма Ла Руж)                              |
| 1984      | ф  | Побачити Париж... 20 років потому     | Paris vu par... 20 ans apres                        | Ежені (у сегменті «Вулиця Фонтен»)              |
| 1986      | ф  | Вулиця відправлення                   | Rue du départ                                       | Мімі                                            |
| 1986      | ф  | Перехід                               | Le Passage                                          | Катрін Діас                                     |
| 1986      | ф  | Світанок                              | L’aube                                              | Іліана                                          |
| 1987      | ф  | Монах і відьма                        | Le Moine et la Sorciere                             | Ельда                                           |
| 1987      | ф  | Незаселена земля                      | Ha-Holmim                                           | Сіма                                            |
| 1987      | ф  | Єнач                                  | Jenatsch                                            | Ніна                                            |
| 1987      | ф  | Дім Жанни                             | Le Maison de Jeanne                                 | Жанна                                           |
| 1987      | тф | Частина іншого                        | La part de l'autre                                  | Елен                                            |
| 1989      | ф  | Вороняче радіо                        | Radio Corbeau                                       | Агнес                                           |
| 1990      | ф  | Бувають дні... Бувають ночі           | Il y a des jours... et des lunes                    | Крістін                                         |
| 1990      | ф  | Забагато кохання                      | Un anour de trop                                    | Сандра                                          |
| 1990      | с  | Новели Марселя Еме: Семимильні чоботи | Nouvelles de Marcel Aymé: Les Bottes de sept lieues | Жермена                                         |
| 1991      | ф  | Задушлива спека                       | Caldo soffocante                                    | Марі-Крістін                                    |
| 1992      | ф  | Друзі дружини                         | Les Amies de ma femme                               | Віктуар Жолін                                   |
| 1992      | тф | О, пробач! Ти спав...                 | Oh pardon! Tu dormais...                            | вона                                            |
| 1993      | кф | Засуджений                            | Le condamné                                         | мати                                            |
| 1993      | ф  | Нове життя                            | Une nouvelle vie                                    | Лоранс                                          |
| 1993      | ф  | Свято                                 | Les Marmottes                                       | Марі-Клер                                       |
| 1994      | ф  | Не така вже й набожна                 | Pas très catholique                                 | Флоранс                                         |
| 1994      | с  | Велика колекція                       | La grande collection                                | Дороті                                          |
| 1994      | тф | Лють у серці                          | La Rage au cœur                                     | Соня                                            |
| 1994      | тф | Серце, яке потрібно завоювати         | Cœur à prendre                                      | Ніколь Буке                                     |
| 1995      | тф | Добридень, смуток                     | Bonjour tristesse                                   | Анна Ларсен                                     |
| 1995      | тф | Небезпечна жінка                      | La femme dangereuse                                 | Мелані Фонтана                                  |
| 1996      | тф | Колишній                              | L’ex                                                | Жуліана Маршаль                                 |
| 1997      | тф | Слух                                  | La rumeur                                           | Клер Нобле                                      |
| 1997      | ф  | Ідеальний чоловік                     | L'Homme ideal                                       | Ніколь                                          |
| 1997      | ф  | Діти Аппалачів                        | L’enfant des Appalaches                             | доктор Клер Лакост                              |
| 1998      | ф  | У самісіньке серце                    | In fondo al cuore                                   | суддя Джулія Марінарі                           |
| 1998      | тф | Вкрадена дитина                       | Bébé volé                                           | Матильда                                        |
| 1998      | с  | Ключі                                 | La clef des champs                                  | Коломба                                         |
| 2000      | ф  | Навпроти                              | En face                                             | Клеманс                                         |
| 2000      | ф  | На межі можливого                     | In extremis                                         | Каролін                                         |
| 2000      | ф  | Механіка жінок                        | La Mécanique des femmes                             | жінка, яка любить нічні прогулянки              |
| 2002      | ф  | Правда про Чарлі                      | The Truth About Charlie                             | Жанна Домінік, коммандант поліції               |
| 2002      | тф | Жан Молін                             | Jean Moulin                                         | Жильберта                                       |
| 2003      | с  | Мегре                                 | Maigret                                             | Жермен Мартен (в епізоді «Мегре і театр тіней») |
| 2004      | тф | Мій справжній батько                  | Mon vrai père                                       | Марі                                            |
| 2004      | тф | Сімейний процес                       | Procès de famille                                   | мадам Кьюсак                                    |
| 2004      | с  | Пожежна команда 18                    | S.O.S. 18                                           | Валері Тальмон                                  |
| 2005      | с  | Венера і Аполлон                      | Vénus & Apollon                                     | Фредеріка                                       |
| 2006      | кф | Моя білизна                           | Ma culotte                                          | Клер                                            |
| 2006      | с  | Сестра Тереза.com                     | SoeurThérèse.com                                    | Веронік Дютельє                                 |
| 2007      | тф | Ми так ненавиділи один одного         | Nous nous sommes tant haïs                          | Жанна                                           |
| 2007—2009 | с  | Репортери                             | Reporters                                           | Катрін Альфонсі                                 |
| 2008      | с  | Таємниця Брайля                       | Une lumière dans la nuit                            | Надін Блен                                      |
| 2008      | ф  | Мої підводні мрії                     | J'ai reve sous leau                                 | Фаб'єнн                                         |
| 2009      | ф  | Бал актрис                            | Le Bal des actrices                                 | Крістін                                         |
| 2009      | ф  | Державна справа                       | Une affaire d'Etat                                  | Мадо                                            |
| 2010      | кф | Катаї                                 | Kataï                                               | мати Катаї                                      |
| 2011      | кф | Колоноскопія                          | Coloscopia                                          | Деніз                                           |
| 2014      | с  | Профіль                               | Profilage                                           | Кетрін Кларк                                    |
| 2015      | кф | Каламіті хто?                         | Calamity qui?                                       | у ролі самої себе                               |

## Ролі у театрі
- «Золоті плоди» (Наталі Саррот) (1975, реж. Claude Risac)
- «Марія Тюдор» (Віктор Гюго) (1977, реж. Denise Chalem)
- «Чайка» (А. П. Чехов) (1977, реж. П'єр Віаль)
- «Перікл, цар Тірський» (В. Шекспір) (1977, реж. Роже Планшон)
- «Антоній та Клеопатра» (В. Шекспір) (1978, реж. Роже Планшон)
- «Lorenzaccio» (А. де Мюссе) (1979, реж. Отомар Крейча)
- «Trilogie du revoir» (Бото Штраус) (1980, реж. Клод Режі)
- «Par les villages» (Петер Гандке) (1983, реж. Клод Режі)
- «Des sentiments soudains» (Жан-Луї Ліві) (1988, реж. Жан Бушо)
- «Андромаха» (Ж. Расін) (1989, реж. Роже Планшон)
- «Старі часи» (Гарольд Пінтер) (1992, реж. Самі Фрей)
- «Приборкання норовливої» (В. Шекспір) (1993, реж. Жером Саварі)
- «Демони» (Лаос Нурен) (1996, реж. Gerard Desarthe)
- «Прах до праху» (1998, автор та режисер Гарольд Пінтер)
- «Монологи вагіни» (Ів Енслер) (2001, реж. Франсуа-Луї Тіллі)
- «Le Collier d'Helene» (Кароль Фреше) (2002, реж. Мішель Дюмолін)
- «La Campagne» (Мартін Крімп) (2003, реж. Louis-Do de Lencquisaing)
- «Slogans pour 343 actrices» (Марія Сударева, Антуан Володін) (2005, реж. Беранжере Бонвуазен)
- «Viol» (Бото Штраус, за п'єсою В. Шекспіра «Тіт Андронік») (2005, реж. Люк Бонді)
- «Loin de Corpus Christi» (Крістоф Пелле) (2006, реж. Жак Лассаль)
- «Лиса співачка» (Ежен Йонеско) (2008, реж. Даніель Бенуа)
- «Les Soeurs cruelles» (Стефан Гері) (2008, реж. Софі Тельє)
- «У барі готелю «Токіо» (Теннессі Вільямс, адаптація Жана-Марі Бессе) (2011, реж. Жильбер Десво)